# 現實治療法
現實治療法是由美國心理學家威廉·葛拉瑟醫生所創的一種心理治療及輔導方法。現實治療法的出現最主要因為威廉葛拉瑟對於傳統佛洛依德的精神分析學感到無效，而且將案主視為心理病中無辜的受害者，令案主逃避改變行為的責任，威廉葛拉瑟認為這種治療方式浪費時間，故此開闢另一種治療方法。

## 發展
令威廉葛拉瑟對精神分析學感到最無力的時候，是他從事青年人的邊緣工作，由於佛洛依德強調心理病是因為過去的經驗及於六歲前部分需求未能滿足所引致，因此，他認為人是無需為自己的行為負上責任。故此，當威廉葛拉瑟處理年輕人問題時，年輕人往往會以不是自己的責任為藉口，逃避改變自己的行為。結果他提出現實治療法這一種新的治療方法，並且首先在學校裡推行。到了1970年後期，威廉葛拉瑟受到William T. Powers的影響，在現實治療法中加入控制理論，用以解釋人的行為是受到內在知覺所控制，一切的行為都是為了滿足人的生理及心理需要，現實治療法因此形成系統法的理論。其後威廉葛拉瑟在妻子的協助下，編著新書《控制理論在現實治療的實踐：個案研究》，將現實治療法推廣至青少年、亂倫受害者、囚犯等人士。1998年，威廉葛拉瑟將控制理論易名為選擇理論，因為選擇理論更能表達正向積極的感覺，自此現實治療成為心理治療中效果卓著的一種療法。

## 基礎理論

### 心理及生理需要
在現實治療中，人的每個行為都是經過大腦的評斷，用以滿足人的需求。而人的需求可以分為生理層面及心理層面。
生理上是生存的需要，威廉葛拉瑟認為人的腦可以分為舊腦及新腦，舊腦是掌管人類維持生命的自然性投射行為，包括呼吸及血液運行等，而新腦則是當生存條件缺乏時作出反應，令人類感到飢餓及窒息等感覺。當人類意識到以上的感覺時，人類便會選擇各種行為以滿足人類的生理需要。
心理需要包括愛與歸屬、權力、自由及趣味感(樂趣)。愛與歸屬感是指人類具有被愛及被屬於的需要，指不能同時得到兩者，或失去任何的一端，都會帶來痛苦，造成心理上的困擾，引起焦慮及自我放棄等心理症狀，結果人可能會以不正當或不合理的方法獲取。權力感是指一種能夠掌握所有面對的事物和一切東西的感覺，當人受到別人的讚賞和肯定時，同時會覺得自己是個有價值的人，便能滿足權力感。自由指能夠自己選擇、自己行動、獨立、自主權等概念，對人的精神層面非常重要的，人一旦受到外力的強迫改變，就會使人產生壓力及造成衝突，更會因生活秩序受到擾亂，而產生不平衡。趣味感提指維持個體繼續學習及工作的動力，但當人因長期工作而變成壓力時，人就會失去生活的動力。
現實治療的理念中，人類的行為都是被選擇成滿足以上的需求，但以上的五種需求，有部分可能是有衝突的，例如一個人需要自由時，便可能失去家庭的歸屬感，因此現實治療不單強調選擇適當的行為滿足需求，還要求學習如何面對各需求間的衝突。

### 選擇理論
現實治療法中假設大腦是一個選擇系統，所有的行為都是系統選擇用作滿足心理及生理需要。因此威廉葛拉瑟1970年代後期在現實治療法中加入控制理論，後來，威廉葛拉瑟將控制理論易命為選擇理論，認為人當選擇該行為能滿足人類的需求時，則為有效控制。

### 總體行為

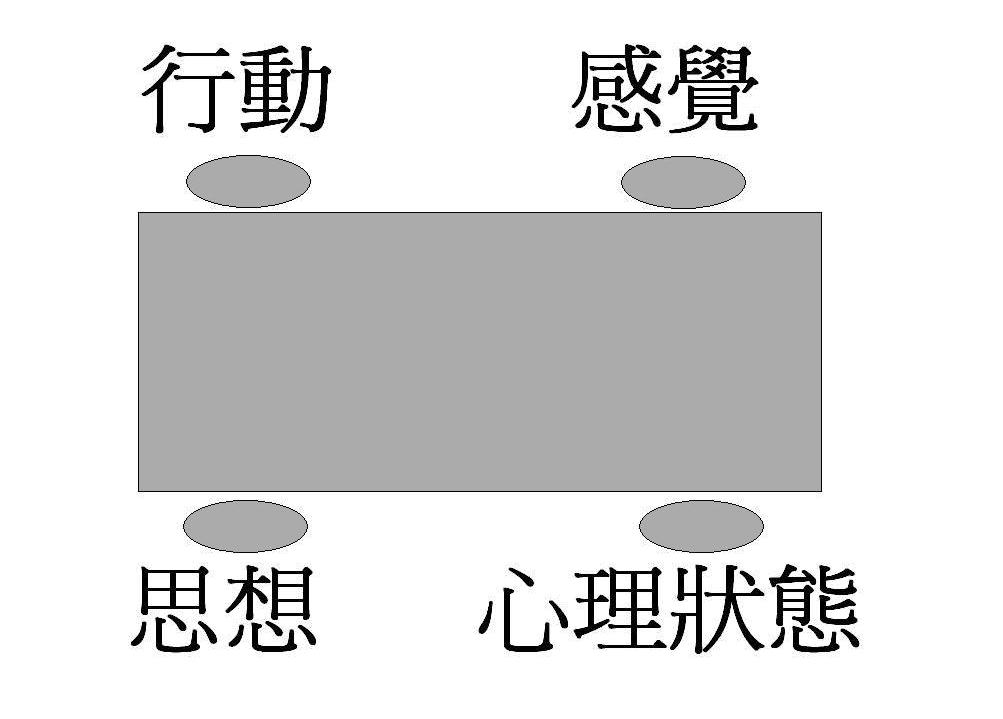
現實治療法中將總體行為比喻為四輪車

現實理論將人的總體行為分為四部分，分別是思想、行為、感覺及生理反應，並以四輪車比喻為人的總體行為，由行動、思想為前輪，作為方向的導引。當思想與行動為正向時，其後輪之感覺與生理反應亦將被其影響成正向狀態。

## 特色

### 負責
負責是現實治療中極為重要的概念。威廉葛拉瑟摒棄了精神病等名詞，而改用不能負責以滿足個人的需求來形容生活上遇到困難的人，威廉葛拉瑟認為人的問題是出於個人的心理及生理需求未能滿足所致，而負責任的人則會選擇合適的行為來滿足需求。部分人以不合現實或不理性的方法用以滿足個人的需求，現實治療中則視為不負責任。再者，在現實治療中，負責任的行為是可以培養的，而且越早培養越好。

### 治療關係
為了使治療具有效性，在現實治療中，工作員會與案主建立起融洽的關係。當案主知道有人關心及支持自己，並會協助自己在現實世界中尋找解決方法，便能發展一段有效的治療關係。同時，為了與案主建立良好的關係，工作員須具備親切、接納、尊重、開放及真誠等個人特質。

### 此時此地
與精神分析學不同，現實治療法並不著重案主的過去經驗，案主的過去經驗不應視為案主的包袱，更不應視案主為過去經驗的受害者。除非工作員認為有助於案主解決現時的問題並為問題制定計劃，否則不應處理案主的過去經驗。工作員只須關注案主現時所面對的問題，並針對此問題與案主共同制定解決方案。

## 介入手法

### 建立關係
在1980年，威廉葛拉瑟的太太為現實治療法編書時，建議工作員與案主建立關係時需要有八個階段，分別是：
1. 工作員須與案主建立共融關係。工作員表達自己真正的關心；
2. 工作員應探討目前的行為而非情緒，集中注意力在當事人的日常活動上；
3. 在治療過程中，工作員須幫助案主對目前的行為做評價；
4. 在現實治療法中，工作員與案主訂立一個可以做得更好的計畫；
5. 當計畫完成後工作員與案主要有口頭或書面承諾，承諾的目的，要使當事人願意執行這個計畫；
6. 在現實治療法中，工作員絕不接受案主為未能完成計劃所做的任何解釋；
7. 懲罰並不能幫助案主的成長，而且懲罰只會破壞先前所建立的共融關係和增加當事人的知覺誤差；
8. 工作員應有不屈不撓的精神，不輕言放棄對案主的治療。

但後來有學者將原先的八大階段擴展成17個必要及7個必不的原則，17 個必要分別是運用專注、要一致、禁止武斷、不期昐、運用幽默感、做自己、分享自我經驗、傾聽陳述中的隱喻、傾聽主要問題、聚焦、承受行為的結果、允許沉默、同理心、注重道德、重復提問、改變才能有希望及設定界限。7個必不分別是辯論、輕視、批判、貶低、鼓勵找藉口、挑剔及輕易放棄。

### 介入
在現實治療法中，工作員會運用WDEP的方法介入案主，WDEP是指需求（want）、行動（doing）、評估（evaluation）及計劃（plan）。在需求階段，工作員需與案主探討個人內在的基本生理與心理需求，並分享個人內在的真正需求與感覺。在行動階段，要將導引行為、改變行為成為具體的行為，重建總合行為的四個部分，使其能夠一致。在評估階段，工作員須與案主評估所抉擇之行為的可行性，並確定所抉擇的行為是否能滿足自我內在的需求。在計劃階段，工作員可與案主建立簡單、短小、獨立、立即性的計劃，使案主能按計劃作出改變的行為。

## 貢獻
現實治療法最大的貢獻是開闢了一種有別於傳統治療理論的心理治療法，精神分析學須花大量時間了解案主的經驗及過去，但卻未必能協助案主改善現有的問題，但現實治療法則能快速達到治療的目標，做法明確而且實施。其次，現實治療法適用於多元文化種族，現實治療強調包容與接納，因此能包容任何的文化與價值觀，而且能因應各地文化的不同，作出相應的調整。

## 限制
現實治療法的優點同時亦是它的缺點，雖然現實治療法發展出一套創新的治療，但卻全盤否認了精神分析學，在現實治療法中，並未了解到內心壓抑的衝突、潛意識的力量及夢的解析，無法藉更豐富的內容了解案主內心的掙扎與衝突。另一方面，有些社群接受的教育薰陶並不鼓勵透露個人的欲望需求，需求並非以個人為單位，而是以整體社會群族為單位，因此在探求個人基本生理及心理需求時，會未能明確表述他們的需要。